# 谭蔚泓
谭蔚泓（1960年5月—），湖南益阳人。分析化学和化学生物学专家。

## 生平
1982年本科毕业于湖南师范大学化学系，1985年硕士毕业于中国科学院山西煤炭化学研究所，1992年博士毕业于美国密歇根大学，师从Raoul Kopelman，1995年博士后出站于Ames Laboratory，师从Edward S. Yeung。
1996年，任美国佛罗里达大学化学系助理教授。2001年，任美国佛罗里达大学化学系副教授。2003年，任美国佛罗里达大学化学系教授。2008年，兼任美国佛罗里达大学生理学和功能基因组学教授。现兼职任湖南大学化学化工学院、生物学院教授，化学生物传感与计量学国家重点实验室主任。
2000年度获“国家杰出青年基金（B）”，2001年获评长江学者特聘教授，2009年入选国家“千人计划”。
2015年当选为中国科学院院士。2016年11月，当选发展中国家科学院院士。